# Sierras de Ambargasta
Il sistema delle Sierras de Ambargasta è una catena montuosa situata nella parte centro-settentrionale dell'Argentina. Si estende a sud nella Provincia di Santiago del Estero e al nord nella provincia de Córdoba.
Fa parte delle Sierras Pampeanas settentrionali e la sua massima elevazione è di circa 500 m slm. I rilievi montuosi si innalzano da una vasta pianura di limo e loess, con settori salini, corrispondenti alla pianura chacopampeana. 

## Geografia

### Situazione geografica e caratteristiche
Questo sistema montuoso è esteso su due province argentine. La parte settentrionale si trova nel sud della Provincia di Santiago del Estero, nella regione centro-meridionale del Dipartimento di Ojo de Agua (a est delle Salinas de Ambargasta). La quota massima del ramo di Santiago del Estero è attorno ai 600 m slm.
La porzione meridionale si localizza nella parte settentrionale della Provincia di Córdoba, nel Dipartimento di Sobremonte. Le coordinate del settore confinario interprovinciale sono 29°32′22″S 63°59′13″W.

### Origine geologica
Da un punto di vista geologico le Sierras de Ambargasta sono costituite da intrusioni granitoidi calcalcaline definite come di tipo I, conformate in un arco magmatico risalente al Paleozoico inferiore. Si tratta principalmente di granitoidi rosati, poveri in biotite. Tra le rocce metamorfiche si staccano quelle di La Clemira; si tratta di piccoli affioramenti di roccia metamorfica di contatto risalenti al Cambriano medio, oltre ad altri affioramenti di carattere regionale come la metamorfite del Pozo del Macho (del Proterozoico superiore).
Su questo basamento e in discordanza, si appoggiano rocce sedimentarie carenti di metamorfismo, rappresentate dalle formazioni El Escondido e La Puerta. Sono presenti anche porfidi granitici in dicchi (come quello di Oncán),, filoni di manganese e intrusioni colorate, come quella di Quebrachos Colorados.